# Козловець Микола Адамович
Козловець Микола Адамович(*30 травня 1953, с. Стовпинка Олевського району Житомирської області) — доктор філософських наук, професор, професор кафедри філософії Житомирського державного університету імені Івана Франка. Був представником Поліської філософської школи «Філософія та феноменологія релігії», очолюваної професором П. Ю. Саухом, керівник наукової школи "Ідентичність у глобалізованому світі", координатор Філософського клубу "Sophia garden".

## Біографічні відомості
У 1981 році закінчив з відзнакою філософський факультет Київського державного університету імені Т. Г. Шевченка (нині – Київський національний університет імені Тараса Шевченка) за фахом філософ, викладач суспільно-політичних дисциплін.
З 1981 р. працює в Житомирському державному педагогічному інституті імені І. Франка (нині – Житомирський державний університет імені Івана Франка). У цьому навчальному закладі послідовно пройшов усі творчі сходинки вченого і педагога: від асистента кафедри, старшого викладача, доцента, професора до завідувача кафедри філософії 2000-2007, 2013-2018 рр. 
У 1990 р. після навчання в аспірантурі Київського державного педагогічного інституту ім. М. Горького (нині – Український державний університет імені Михайла Драгоманова) захистив кандидатську дисертацію на тему «Формування відносин колективізму в умовах бригадних форм організації і стимулювання праці». 
Упродовж 2006-2009 рр. навчався в докторантурі філософського факультету Київського національного університету імені Тараса Шевченка. У 2010 р. захистив докторську дисертацію на тему «Національна ідентичність у контексті глобалізації: соціально-філософський аналіз», а в 2012 р. присвоєно вчене звання професор.
З 2018 р. й донині працює професором кафедри філософії та політології Житомирського державного університету імені Івана Франка. 

## Наукова діяльність
Козловець М. А. — член вченої ради, ради докторів і ради історичного факультету Житомирського державного університету імені Івана Франка, голова спеціалізованої вченої К 14.053.02 у Житомирському державному університеті імені Івана Франка. Він є активним членом Поліської філософської школи «Філософія та феноменологія релігії».
Професор Козловець М. А. є членом редколегії наукових журналів Вісник Житомирського державного університету імені Івана Франка, «Українська полоністика» (заступник головного редактора), «Вісник Київського інституту бізнесу і технологій». Протягом багатьох років очолював Житомирське відділення Соціологічної асоціації України.
Здійснює наукове керівництво аспірантами та наукове консультування докторантів. Під його керівництвом захищено 12 кандидатських, 1 докторська дисертації. Неодноразово виступав офіційним опонентом на захисті докторських і кандидатських дисертацій. 
З 2012 р. по 2021 р. – голова спеціалізованої вченої ради із захисту дисертацій на здобуття наукового ступеня кандидата філософських наук за спеціальностями 09.00.03 соціальна філософія та філософія історії, 09.00.11 релігієзнавство.      Керівник наукової школи «Ідентичність у глобалізованому світі» (2007 р.), науково-дослідної роботи «Толерантність і сучасний світовий порядок», наукової лабораторії «Синергетика освіти», член Поліської філософської школи «Філософія та феноменологія релігії», координатор філософського клубу «SophiaGarden», очолює Житомирське відділення Соціологічної асоціації України. Гарант освітньо-наукової програми третього (освітньо-наукового) рівня вищої освіти галузі знань 03 Гуманітарні науки за спеціальністю 033 Філософія.
З квітня 2023 року - Дійсний член (Академік) Академії політико-правових наук України.
Заступник головного редактора наукових журналів «Вісник Житомирського державного університету імені Івана Франка. Філософські науки», «Українська полоністика». Член редакційної колегії наукового Вісника КНУБА "Просторовий розвиток" (Секція "Філософія").

## Сфера наукових інтересів
Cоціальна філософія, політична філософія, філософія глобалізму, світоглядні проблеми націє- і державотворення, національна ідентичність в добу глобалізації, філософія політики, філософія освіти, соціальні аспекти міграційних процесів, глобальні та регіональні проблеми сталого розвитку; соціокультурні засади і перспективи сучасної цивілізації, проблеми соціальних змін та модернізації сучасного українського суспільства.
Досліджує : соціальну природу феномена ідентичності, його структуру і механізми формування; сутнісні характеристики глобалізації та її вплив на національні ідентифікаційні практики; проблеми й суперечності розвитку національної ідентичності в процесі взаємодії культур в умовах глобалізації; майбутнє національних держав і національного суверенітету в умовах глобалізаційних трансформацій; проблему гуманізму як імперативу цивілізаційного розвитку світу; механізми та детермінанти національної ідентичності в Україні на тлі глобалізаційних викликів, сутність та вплив ідеологеми «руський мир» на ідентичність українців.
Постійно виступає на міжнародних, всеукраїнських, міжрегіональних і обласних конференціях. Чотири рази брав участь у парламентських слуханнях. Виступив на парламентських слуханнях "Стан суспільної моралі в Україні" з повідомленням "Статистики духовної пустелі" (9 листопада 2011 р.).

## Державні та відомчі нагороди
- знак «Відмінник освіти України» (2004);
- знак «Слава ЖДУ» (2009);
- знак «За наукові досягнення» (2011);
- почесне звання «Заслужений працівник освіти України» (2012);
- знак «Заслужений працівник Житомирського державного університету імені Івана Франка» (2014);
- знак «Заслужений професор Житомирського державного університету імені Івана Франка» (2018);

- Переможець у номінації «Науковець року» ЖДУ імені Івана Франка (історико- філософський напрям) 2012, 2015, 2017, 2020 рр.

## Основні праці
У доробку понад 400 наукових та навчально-методичних праць, зокрема 9 монографій (1 одноосібна), 16 навчальних посібників (1 рекомендовано МОН України для студентів закладів вищої освіти) та 24 навчально-методичні розробки, в т. ч. 9 статей у виданнях, що індексуються у наукометричній базі Scopus та Web of Science. Основна наукова праця – монографія «Феномен національної ідентичності: виклики глобалізації» (2009), в якій проаналізовано сучасні західні та вітчизняні теоретико-методологічні підходи до визначення понять «ідентичність» та «ідентифікація», досліджено діалектику глобального і національного, особливості прояву і механізми формування національної та транснаціональної ідентичностей в умовах глобалізації.

### Публікації Scopus та Web of Science
- Vergeles K.M., Horokhova L.V., Kozlovets  M.A., Holovanova I.A., Sokolovsky O.L., Gavrilyuk А.О., Zharlinska R.G., Vergeles T. M. Healthcare system reforming in Ukraine in the context of private healtn care system expansion. World of Medicine and Biology. 2020. №2(72). P. 016-022. index UDK 316.422:61:347.218.3(477)
- Valentin Bondarenko, Ivan Okhrimenko, Olena Yevdokimova, Ninel Sydorchuk, Olha Dzhezhyk, Iryna Boichuk, Nataliіa Kalashnik, Mykola Kozlovets, Vadym Slyusar, Vita Pavlenko, Nataliia Biruk, Igor Verbovskyi and Ihor Bloshchynsk. Professional Skills and Competencies of the Future Police Officers. International Journal of Applied Exercise Physiology, 2020. 9(5), 35-43. Retrieved from http://www.ijaep.com/index.php/IJAE/article/view/975.
- Buravsky Olexandr, Kozlovets Mykola. State and Religious Policyof the Russian autocratic Government regarding the Romancatholic Church in Volynia in the Second hale of the XIXth –the beginning of the XXth centuries . East European Historical Bulletin. ISSUE No 21 (2021). S. 48–58.
- Vengerska, V., Kozlovets, M. (2023). Imperial Practices of Nation Building in the Conditions of the 19th and Their Modificarions During the First Word War: Ukrainian Context. Skhidnoievropeiskyi istorychnyi visnyk [East European Historical Bulletin], 28, 79–89. doi: 10.24919/2519-058X.28.287543 http://eprints.zu.edu.ua/id/eprint/38204
- Bibliographic Description of the Article: Buravsky, O., & Kozlovets, M. (2025). Roman Catholic Church and Polish society in the second half of the 20th to the beginning of the 21st century: cultural religious aspect. Skhidnoievropeiskyi Istorychnyi Visnyk [East European Historical Bulletin], 34, 125–134. doi: 10.24919/2519-058X.34.324607
- S. Khrypko, Qi Yang, I. Chornomordenko, M. Kolinko, M. Kozlovets, V. Havronenko, O. Lobanchuk, Н. Salo. Money as a Polycontextual Value and Means of SelfIdentification of a Modern Person: Traditional vs Virtual. IJCSNS International Journal of Computer Science and Network Security, VOL.23 No.2, February 2023. S. 1-12. http://ijcsns.org/07_book/html/202302/202302001.html http://eprints.zu.edu.ua/id/eprint/36272
- Aleksandrova, O., Kolinko, M., Ishchuk, A., Kozlovets, M., Petryshyn, H., Hotsalyuk, A., & Taran, G. (2024). Understanding Intercultural Communication as a Condition for Sustainable Development. European Journal of Sustainable Development, 13(2), 261-277. Retrieved from https://ecsdev.org/ojs/index.php/ejsd/article/view/1538 http://eprints.zu.edu.ua/id/eprint/40002
- Hordiichuk, O., Halapsis, A., & Kozlovets, M. (2023). Jak wojna informacyjna przechodzi w pełnoskalową agresję militarną: doświadczenie Ukrainy. Przegląd Strategiczny, (16), 345–362. https://doi.org/10.14746/ps.2023.1.25 http://eprints.zu.edu.ua/id/eprint/38928
- Marukhovskа-Kartunova O., Bugrov, M., Kozlovets, M., Savolainen, I., & Zaika, T. (2024). Historical and cultural dimensions of the philosophy of the future: globalisation and identity. Futurity Philosophy, 3(4), 20–33. https://doi.org/10.57125/FP.2024.12.30.02 https://futurity-philosophy.com/index.php/FPH/article/view/124 http://eprints.zu.edu.ua/id/eprint/4212

### Публікації у фахових виданнях (Категорія "Б")
- Kozlovets M. A. Evropocentrys : theory, ideology and practice. Гуманітарний вісник Запорізької державної інженерної академії. Філософія: Збірник наукових праць / Гол. ред. В.Г.Воронкова. – Вип. 76.–Запоріжжя, Вид-во ЗДІА, 2019. – С.13-27.
- Kozlovets M. A., Horokhova L.V.,  Melnichuk V. V. Humanistic of rationality as a factor of the formation of co-evolution-innovation strategy for sustainable development of mankind. Гуманітарний вісник Запорізької державної інженерної академії. Філософія: Збірник наукових праць / Гол. ред. В.Г.Воронкова. – Вип. 77.–Запоріжжя, Вид-во «ЗНУ», 2019. – С.47-68.
- Козловець М. А., Туренко О. С. Європейський досвід інтерпретації дихотомії доброчесності і солідарності. Українська полоністика. Випуск 16. Житомир, 2019. – С.67-76.
- Козловець М. А., Туренко О. С. Аврелій Августин про роль страху у досягненні гармонії індивідуальної і колективної сумісності й удосконаленні соціального порядку. Практична філософія, № 4, 2019 (№ 74). С.62-69.
- Глотов Б. Б., Козловець М. А. Європейський досвід правового регулювання етнонаціональної сфери та особливості його імплементації в Україні. Вісник Національного юридичного університету імені Ярослава Мудрого. Серія: філософія, філософія права, політологія, соціологія. Т.4, № 43 ( 2019). – С.8-22.
- Kozlovets M. A., Bashmanivskyi D. V. Symbolic exchange and advertising in the information-based society. Вісник Житомирського державного університету імені Івана Франка. Філософські науки. 2019. Випуск № 1 (85). 36-44.
- Kozlovets M. А. , Samoilenkо O. A.  Horobchuk L. M. CIVIL IVIL IDENTITY IN SITUATION OF SOCIAL UNCERTAINTY AS AN OBJECT OF RESEARCH IN SOCIO-HUMAN SCIENCES. Вісник Житомирського державного університету імені Івана Франка. – Житомир: ЖДУ ім. І. Франка, 2020. Випуск № 1 (87). С. 86 – 99.
- Kozlovets M. A., Slуusar V. M. Privatized violence: the essence and types of its implementazion in modern world. Вісник Національного університету «Юридична академія України імені Ярослава Мудрого». Серія: філософія, філософія права, політологія, соціологія. Том 4. № 47 ( 2020). – С.94-111. DOI: https://doi.org/10.21564/2075-7190.47.218963
- Kozlovets, Mykola,  Danulo Samoilenko.  Multiculturalism and Translinguism as Components of the Cultural Policy of Modern Poland. Українська полоністика. 2020. Випуск 18. 2020.- С.84-93. http://polonistyka.zu.edu.ua/issue/view/1351
- Козловець М. А., Білобровець О. М., Краснобока Т. В. Соціокультурні, соціально-економічні та геополітичні детермінанти міграційних процесів у сучасному українському суспільстві. Вісник Житомирського державного університету. Філософські науки. Випуск 1 (91). 2022. С. 30-40. http://philosophy.visnyk.zu.edu.ua/article/view/263755
- Kozlovets M. A.,  Gold O. F.,  Ogorodniichuk Yu. Y. Social rejection as a phenomenon of modern world. Zhytomyr Ivan Franko State University Journal. Philosophical Sciences. Vol. 2(92). 2022. S. 69-81. http://philosophy.visnyk.zu.edu.ua/issue/view/16111
- Гольд О. Ф., Козловець М. А. Історія і генеза поліконфесійності у контексті мультикультурного синтезу. Гілея: науковий вісник. Київ «Видавництво «Гілея», 2022. Вип. 6 (173). С.12-16.
- Kozlovets, Mykola, Gold, Olga, Hlushko, Tetiana & Horokhova, Lyudmyla. Ecohumanism as a prerequisite for the sustainable development of humanity. Humanities studies: Collection of Scientific Papers / Ed. V. Voronkova. Zaporizhzhiа : Publishing house “Helvetica”, 2022. 12 (89). С.26-34.
- Козловець М. А., Андросович О. І., Горохова Л. В., Оксютович М. О. Міфотворчість і соціальне навіювання в сучасній рекламі: світоглядно-комунікативний аспект. Вісник Житомирського державного університету. Філософські науки. Випуск 1 (93). 2023. С. 41-49.http://philosophy.visnyk.zu.edu.ua/article/view/283099
- Глушко Т. П. Козловець М. А. Технокапіталізм в умовах постдемократії: перспективи розвитку сучасної світ-системи. Вісник Житомирського державного університету. Філософські науки. Випуск 2 (96). 2024. С. 103-112.  http://philosophy.visnyk.zu.edu.ua/article/view/316832
- Buravsky O. A., Kozlovets M. A. Cultural and educational activities of roman catholic priests in volyn in the second half of the 19th - early 20th centuries. «Вісник науки та освіти» (Серія «Філологія», Серія «Педагогіка», Серія «Соціологія», Серія «Культура і мистецтво», Серія «Історія та археологія») Випуск № 2 (20). 2024 С.1329-1343. http://eprints.zu.edu.ua/id/eprint/39177
- Козловець М. А. Технології штучного інтелекту та їх вплив на буттєвість людини. Humanities Studies : збірник наукових праць / гол. ред. В. Г. Воронкова. Запоріжжя : Видавничий дім «Гельветика», 2024. Випуск 19 (96). С. 55-66. ISSN 2708-0390
- Мороз, О. В., Саволайнен, І. П., & Козловець, М. А. (2025). Філософські аспекти глобалізації та їхній вплив на культурну ідентичність. Вісник гуманітарних наук, (3-4). https://doi.org/10.32782/hst-2024-19-96-06
- Козловець, Микола, Рудакевич, Олег. Етнокультурна самоорганізація як чинник життєздатності та національного спротиву українського народу російській агресії . HUMANITIES STUDIES: збірник наукових праць / Голов. ред. В. Г. Воронкова. Запоріжжя : Видавничий дім «Гельветика», 2025. Випуск 22 (99). 220 с. С.213-228.

- Blikhar V.,  Blikhar V., Kozlovets  M. The importance of legal convergence in the actions of the state regarding relations with the church: a comparative approach. Humanities and Social Sciences HSS. Vol. XXV, 27 (3/2020), July-September, p. 21-32. https://doi.org/10.7862/rz.2020.hss.26
- Tetiana Hlushko, Mykola Kozlovets. Strategies of Economic Nationalism as an Alternative to Neoliberal Ideology. Humanities and Social Sciencеs: Rzeszów University of Technology. October-December,  2020. Vol. XXV, 27 (4/2020), p. 19-27. https://doi.org/10.7862/rz.2020.hss.39.
- Kozlovets Mykola, Samoilenko Danylo, Horokhova Liudmyla, Tetiana Hlushko. Man in the cjnditions of digital civilization: cognitive-ethical perspective. European socio-legal and humanitarian studies. № 1. 2022. Р. 117-126. http://ehs-journal.ro/2022-2
- Kozlovets, M., & Maraieva, U. (2023). Exploring Perspectives on Socialist and Alternative Thinking: Critiques of Capitalism in Social Philosophy. Futurity Philosophy, 2(3), 56-71. https://doi.org/10.57125/FP.2023.09.30.04
- Kozlovets Mykola, Samoilenko Danylo, Horobchuk Liudmyla. Khowlenge management in the conditions of translingvism . Knowledge management competence for achieving competitive advantage of professional growth and development: monograph. BA School of Business and Finance, Riga, Latvia, 2021. 436 p. ISBN 978-9984-746-25-8. – С. 189-202. http://doi.org/10.5281/zenodo.4454180

### Окремі видання
- Соціологія бізнесу: Навчальний посібник. / За ред. проф. А. А. Герасимчука. — Житомир: Вид-во ЖДУ ім. І.Франка, 2006. — 280 с. (з грифом МОН України) (у співавторстві).
- Соціологія: словник термінів, понять і персоналій: Навчальний посібник. / За заг. ред. Біленького Є. А., Козловця М. А. — К. : Кондор, 2006. — 372 с. (у співавторстві).
- Феномен національної ідентичності: виклики глобалізації: Монографія. — Житомир: Вид-во ЖДУ ім. І. Франка, 2009. — 348 с.
- Геополітичний словник: навчальний посібник [з грифом МОН України] / кол. авт. Саух П. Ю., Бутковська Н. Ю., Герасимчук А. А. та ін..; за ред. П. Ю. Сауха. — К. : «МП Леся», 2010. — 327 с. (у співавторстві)
- Національна ідентичність в Україні в умовах глобалізації: Монографія. — К. : ПАРАПАН, 2010. — 348 с. (у співавторстві)
- Феномен національної ідентичності в умовах глобалізації: український контекст: Монографія. — К. : НВП «Интерсервис», 2014. — 230 с. (у співавторстві).

- Козловець М. А. Європейський вибір як фактор цивілізаційної самоідентифікації українців. Політико-правова ментальність українського соціуму в умовах європейської інтеграції: монографія / [О. О. Безрук, В.С. Бліхар, Л. М. Герасіна та ін.] ; за ред. М. П. Требіна. – Х. : Право, 2019.- С.219-233. http://eprints.zu.edu.ua/id/eprint/34645
- Козловець М. А. Процеси державотворення у контексті національної політико-правової ментальності. Політико-правова ментальність українського соціуму в умовах європейської інтеграції: монографія / [О. О. Безрук, В.С. Бліхар, Л. М. Герасіна та ін.] ; за ред. М. П. Требіна. – Х. : Право, 2019. – С.464-479.  http://eprints.zu.edu.ua/id/eprint/34646
- Філософія: словник термінів та персоналій / За заг. ред. М. А. Козловця. Київ: ТОВ «Видавнича компанія «КИТ», 2020.− 274 с
- Козловець Микола. Історична пам’ять українців: проблеми реконструкції  // Українська енциклопедистика як складник інформаційного спротиву: колективна монографія / За заг. ред. д. і. н., проф. А. Киридон. Київ : Державна наукова установа, «Енциклопедичне видавництво», 2022. С.22-36.    https://vue.gov.ua/images/5/54/%D0%9C%D0%BE%D0%BD%D0%BE%D0%B3%D1%80%D0%B0%D1%84%D1%96%D1%8F_2_OUT.pdf
- Козловець Микола. Деколонізація як чинник формування історичної  пам’яті українців // Українська енциклопедистика: постаті, події, поняття: збірник матеріалів / За заг. ред. д. і. н., проф. А. Киридон. Київ : Державна наукова установа, «Енциклопедичне видавництво», 2022. С. 102-111.
- Козловець Микола. Презентація України та її культури у європейському та світовому контексті. Сучасна енциклопедистика: тенденції розвитку: монографія / За заг. ред. д. і. н., проф. А. Киридон. Київ : Державна наукова установа «Енциклопедичне видавництво», 2023. С.416-430.  http://eprints.zu.edu.ua/id/eprint/39092
- Козловець М. А. Вплив простору та просторових уявлень на менталітет народів: український контекст. Україна в умовах російської агресії: виклики та відповіді : монографія / [І. В. Букрєєва, І. Г. Верховцева, В. В. Гулай та ін.]; Аналіт. центр сучас. гуманітаристики. – Харків : Право, 2024. DOI: https://pravo-izdat.com.ua/index.php?route=product/product/download&product_id=5497&download_id=1918&srsltid=AfmBOooZOnRLrKhPCroJZ0rsViflO69cnQJ-_SPNVlUxwMzfIPz1W5rF. С. 156- 183.
- Козловець Микола. Історичний простір та його роль у формуванні національного менталітету. Українська енциклопедистика в умовах викликів і загроз національній ідентичності. Монографія / Заг. ред. д. і. н., проф. А. Киридон. Київ : Державна наукова установа «Енциклопедичне видавництво», 2024. С. 63-70.
- Козловець М. А., Карпека Д. О. Месіанські наративи у публічному просторі російського  суспільства та їх вплив на неоімперський проєкт сучасної Росії. Турбулентність глобальних геополітичних процесів і проблеми національної безпеки : монографія / [О. М. Кириленко, М. А. Козловець, Г. Л. Рябцев та ін.]; Аналіт. центр сучас. гуманітаристики. Харків : Право, 2025. 306 с. С. 37-84.

### Статті
- Історична пам'ять як чинник формування національної ідентичності українців // Мультиверсум. Філософський альманах: Зб. наук. праць / Гол. ред. В. В. Лях. — Вип. 65. — К. : Академічний Центр «Аналітика», 2007. — С. 61 — 82.
- Ідентичність: сакральне та профанне // Філософська думка. — 2008. — № 4. — С. 136—149.
- Міграція в сучасному світі і політика ідентичності // Ministrare: Prace poświęcone śp. prof. zw. dr hab. Zachariaszowi Łyko. — Warszawa: VISJA PRESS&IT Sp. z. o.o., 2010. — S. 443—460.
- Глобалізація: витоки, сутність та характерні риси // Практична філософія. — 2011. — № 2. — С. 160—170.
- Мультикультуралізм versus національної ідентичності // Наукові записки. Серія «Філософія» — Острог: Видавництво Національного університету «Острозька академія» — Вип. 8. — 2011. — С. 243—258.
- Глобальне суспільство: реальність чи фантом? // Гілея: науковий вісник. Збірник наукових праць / Гол. ред. В. М. Вашкевич. — К. : ВІР УАН, 2011.– Випуск 55 (№ 12). — С. 253—263.
- Національно свідома еліта як фактор державотворення: досвід минулого й реалії сьогодення // Ave, Ukraina! Декларація про державний суверенітет України / Я. Зайко, В. Севастьянов. — К. : Освіта України, 2011. — С. 1401—1412.
- Ідентичність: поняття, структура і типи // Вісник Житомирського державного університету імені Івана Франка. — 2011. — Випуск 57. — С. 3 — 9.
- Українська вища освіта в дискурсі глобалізаційних процесів // Інновації у вищій освіті: проблеми, перспективи: монографія / за ред. П. Ю. Сауха. — Житомир: Вид-во ЖДУ ім. Івана Франка, 2011. — С. 18 — 32.
- Гуманизм как императив цивилизационного развития человечества // Проблемы евразийства и интеллигенция: материалы Х Международной научной конференции: в 2 т. / отв. ред. И. И. Осинский. — Улан-Удэ: Издателство Бурятского госуниверситета, 2014. — Т. 1. — С. 87 — 98.
- Тарас Шевченко як творець сучасної української нації // Українська полоністика. — 2014. — Випуск 11. — С. 147—171 (у співавторстві).

- Модернизация украинского общества как императив социальной эволюции // Humanites and Social Sciencts. — Quarterty, Volume XIX (April — June). — Research Iournal 21 (2/2014). — рр. 123—134.
- «Русский мир» як ідеологема сучасної російської ідентичності: український контекст // «Русский мир» Кирила не для України. Збірка наукових статей. За редакцією проф. А. Колодного. — К. : УАР, 2014. — С. 124—133.

- Козловець М. А. Історія та історична пам'ять як об'єкти світоглядно-ідеологічної боротьби: український досвід. Трансформація суспільних відносин в Україні в умовах децентралізації публічної влади (соціально-філософський та політичний аспект): щорічник наукових праць студентів та викладачів кафедри політології та філософії Західноукраїнського національного університету / відп. ред. Т. В. Чолач (Гончарук). Тернопіль: ЗУНУ, 2022. - С. 29-33.

- Козловець М. Темпоральність людського буття як детермінанта національної ідентичності. Образи сучасності в гуманітарному знанні [Електронний ресурс] : матеріали ІІІ Міжнар. наук.-практ. конф. (Київ, 24 жовт. 2024 р.) / відп. ред. Д. С. Файвішенко. – Київ : Держ. торг.-екон. ун-т, 2024. – 652 с. С. 257-262.
- Козловець М. А. (2024). Філософське осмислення нових парадигм глобалізованого світу як імператив сучасності. Філософія в сучасному науковому та соціально-політичному дискурсах. Матеріали доповідей та виступів ІV всеукраїнської науково-практичної конференції з міжнародною участю 16-17 листопада 2023 року. Вінниця : ТВОРИ, 2024. С. 73-79. http://eprints.zu.edu.ua/id/eprint/39990
- Козловець М. А., Зембицький Є. П. Технології штучного інтелекту: гуманістичний вимір. Формування цифрових компетентностей  у процесі викладання дисциплін «цифрової гуманітаристики» та управлінсько-економічного циклу в умовах діджиталізації / Матеріали Міжнародної науково-практичної конференції 23-24 листопада 2023 року/ Ред.-упорядник: д.філософ.н., проф., В. Г. Воронкова, д.е.н., проф. Метеленко Н.Г. Львів: Торунь-Liha-Pres, 2023. С. 45-50. http://eprints.zu.edu.ua/id/eprint/38926
- Козловець М. А. (2024). Новітні технології і питання безпеки людини. Соціально-етичні та деонтологічні проблеми сучасної медицини (немедичні проблеми в медицині): зб. матеріалів V Міжнародної науково-практичної конференції (28-29 лютого 2024 року). Запоріжжя: ЗДМФУ, 2024. С. 289-292. http://eprints.zu.edu.ua/id/eprint/39991
- Козловець М. А. Вплив просторових уявлень на формування національного менталітету. Актуальні проблеми сучасної філософії та науки: виклики сьогодення: зб. наук. праць / за ред. А. Р. Кобетяка та ін. Житомир: Видавничий центр ЖДУ імені Івана Франка, 2024. С.53-58.
- surl.li/gbcely URL: http://eprints.zu.edu.ua/id/eprint/39832
- Козловець М. А., Тарасюк М. Й. Технології штучного інтелекту та можливості їх використання в медичній сфері. Філософія в сучасному науковому та соціально-політичному дискурсах. Матеріали доповідей та виступів V Всеукраїнської науково-практичної конференції з міжнародною участю 21-22 листопада 2024 року. Вінниця : ТВОРИ, 2024. С.90-94.
- Козловець М. А. Формування якісної політичної еліти як імператив успішного розвитку українського суспільства. Український соціум: соціально-гуманітарний аналіз сучасності та прогноз майбутнього: матеріали ХХVІ Всеукр. наук.-практ. конф. (м. Харків, 29 серп. 2024 р.) / [редкол.: Панфілов О. Ю. (голова), Погрібна В. Л., Прудников В. А. та ін.]; ГО «Аналіт. центр сучас. гуманітаристики»; Харків. асоц. політологів. Харків : Право, 2024.  С. 72-80.
- Козловець М. А. Колізії толерантності в сучасному світі: український контекст. Глобальний світ і Україна: сучасні виклики та пошук відповідей : матеріали ІІІ Всеукр. наук.-практ. конф. (м. Харків, 31 січ. 2025 р.) / [редкол.: Герасіна Л. М. (голова), Козловець М. А., Прудников В. А. та ін.] ; Аналіт. центр сучас. гуманітаристики ; Харків. асоц. політологів. – Харків : Право, 2025.  С. 3-8.
- Козловець М. А. Російське месіанство як соціальний феномен: сутність та еволюція. Глобальний світ і Україна: сучасні виклики та пошук відповідей : матеріали ІІ Всеукр. наук.-практ. конф. (м. Харків, 31 жовт. 2024 р.) / [редкол.: Герасіна Л. М. (голова), Козловець М. А., Прудников В. А. та ін.] ; Аналіт. центр сучас. гуманітаристики ; Харків. асоц. політологів. – Харків : Право, 2024. С. 9-17.
- Козловець М. А.Ментальність в умовах глобалізаційної реальності. Український соціум: соціально-гуманітарний аналіз сучасності та прогноз майбутнього : матеріали ХХVІІ Всеукр. наук. -практ конф. (м. Харків, 29 листоп. 2024 р.) / [редкол.: Герасіна Л. М. (голова), Панфілов О. Ю., Прудников В. А. та ін.] ; ГО «Аналіт. центр сучас. гуманітаристики» ; Харків. асоц. політологів. – Харків : Право, 2024. С.16-21.
- Полілог про українську ідентичність: політико-культурологічний дискурс вітчизняних інтелектуалів. Суспільно-політичні процеси. Наукове видання Академії «Українська Політія». Випуск 23-24. Київ: Видавництво Політія, 2025. С.342-387. https://apls-ua.org/download/%d0%b2%d0%b8%d0%bf%d1%83%d1%81%d0%ba-23-24/